# Parque nacional Cotopaxi
El parque nacional Cotopaxi (PNC) es un área protegida de Ecuador situada en las provincias de Cotopaxi, Pichincha y Napo. Dentro del parque y el territorio de la provincia cotopaxi se encuentra el nevado Volcán Cotopaxi. Fue el primer parque nacional en ser creado en el territorio continental del Ecuador.
El volcán Cotopaxi (quechua significa "cuello liso de la luna"; quechua q'oto "garganta" y aymara phakhsi "luna"), que le da nombre al parque, se encuentra dentro de sus límites, junto con otros dos: el volcán inactivo Rumiñawi al noroeste y el histórico volcán Sincholagua (última gran erupción: 1877) al sureste. El Cotopaxi es uno de los volcanes activos más altos del mundo. Su erupción más reciente comenzó el 14 de agosto de 2015 y finalizó el 24 de enero de 2016.
Su ecosistema alberga varias especies arborícolas, sobre todo de pinos, lo que convierte al lugar en un pinífero sudamericano, como todo bosque andino las especies de cipreses, pinos, abetos y fresnos es indispensable.

## Historia
El Parque Nacional Cotopaxi se creó para proteger y preservar el área alrededor del volcán Cotopaxi (volcán activo ecuatoriano). Su historia se entrelaza con la de las comunidades indígenas que habitaron esta región durante siglos, considerando al Cotopaxi como un lugar sagrado. La creación del parque asegura la protección de su única biodiversidad y paisajes para las futuras generaciones.

## Características físicas

### Geología
Dentro del PNC existen dos estratovolcanes, el Cotopaxi y el Rumiñahui.

### Geomorfología
El parque forma parte del Nudo de Tiopullo, que es el límite que divide a las Hoyas de Guayllabamba y la Hoya Central del Patate.

### Hidrografía
De Rumiñahui nacen a fuentes que alimentan a otras cuencas, de importancia productiva, entre los principales ríos que nacen del parque son los ríos Cutuchi, Pita y Tambo.

### Clima
Presenta precipitaciones promedio anual de 500 a 1500 mm.

## Características biológicas

### Flora y cobertura vegetal
Quedan pocos bosques nativos tupidos ya que el resto han sido destruidos por incendios o talados para sembrar gramíneas. Existen páramos extensos de paja (Stipa ichu), gramínea predominante en la región. A medida que se asciende aparecen plantas representativas como chuquiragua, alchemila, colonias de plantas en forma de almohadillas , musgos, líquenes, romelios, quishuar o árbol de dios, y mortiño. En la nieves perpetuadas no existe vegetación.
En el parque existen cuatro pisos climáticos o zonas de vida: el bosque húmedo de montaña, el páramo pluvial subandino, tundra pluvial andina, y el piso nival.
El bosque húmedo montano representa la parte más baja del parque, entre los 3400 y 3900 m s. n. m.; con temperaturas entre los 6 y los 12 °C, y precipitaciones promedio de 1000 a 2000 mm por año. La característica principal es que sus árboles se encuentran deformados y son de
poca altura, son bosques de muy difícil acceso y hay pocas muestras de esta zona dentro del parque: ej. Cráter del volcán Rumiñahui y flancos occidentales del Cotopaxi; esto se debe a las actividades de pastoreo y quema anual, aunque en los últimos años estas acciones se han reducido considerablemente, ayudando un poco a la recuperación de este ecosistema. En 1981 en una investigación se encontró como especies más abundantes Stipa ichu (paja de páramo) y musgo. En menor cantidad se encontraron especies como: Halenia weddelliana (Tarugacacho), Gentiana sedifolia (Lligllisisa-sachamor), Bromus pubescens, Alchemilla orbiculata, Archirophorus quitensis, Pernetia sp. Chuquiragua jussieui (Chuquirahua) y Licopodium sp. En las parte más bajas de esta zona, se encuentran algunas especies de árboles entre las que sobresalen: Oreopanax andreanus (Pumamaqui), Prunus serotina (Capulí) y Gynoxys sp. (Yanachilca-chilca negra).

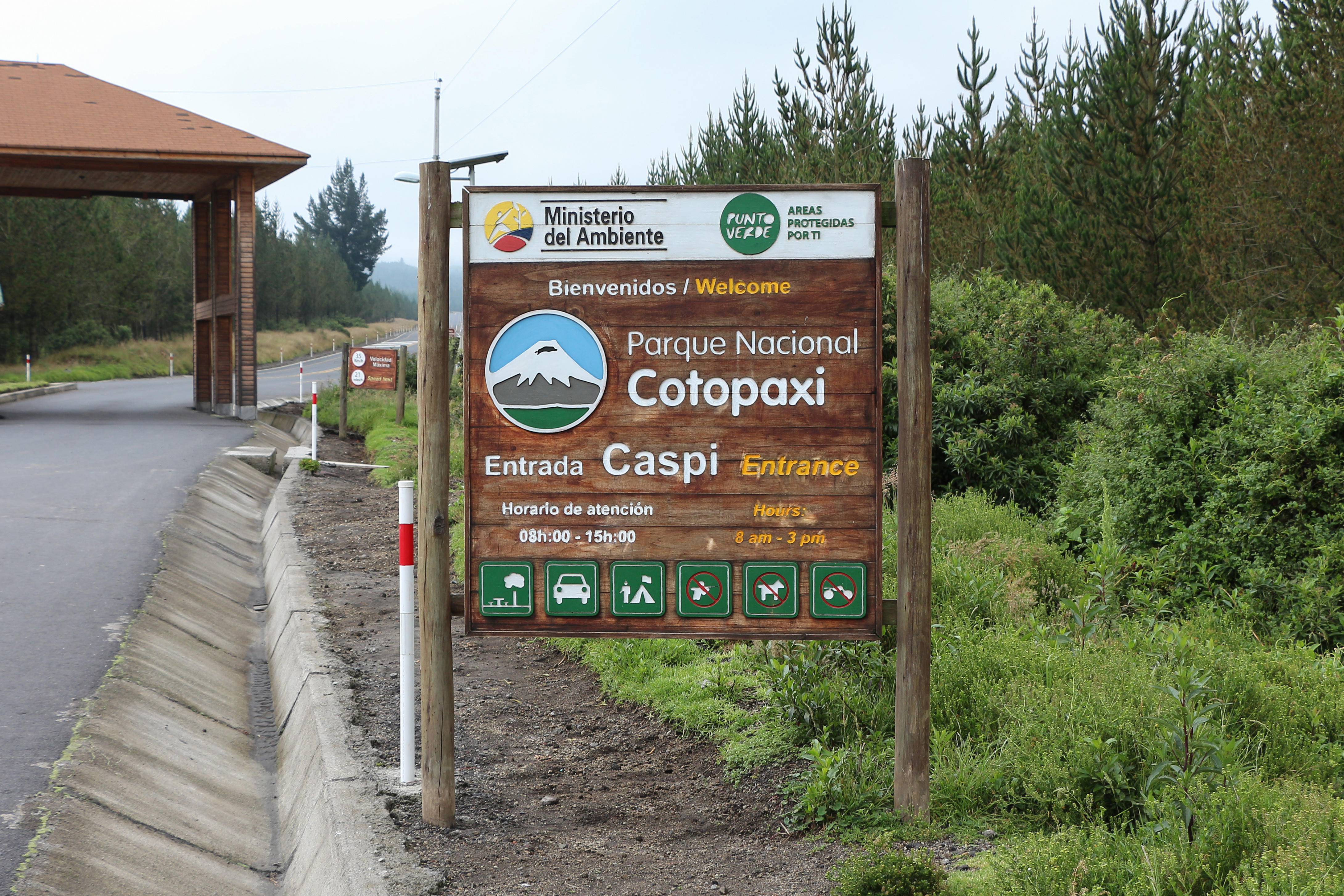
Entrada al parque nacional

El páramo pluvial Sub-Andino comprende entre los 3.900 y 4.400 m.s.n.m. con temperaturas de 3 °C a 6 °C y precipitaciones de a 1.000 a 2.000 mm por año. Esta zona ocupa una buena extensión del parque, principalmente en las faldas de los volcanes Cotopaxi y Rumiñahui. Dentro de su flora, vemos todavía la predominación de la paja de páramo, líquenes y licopodios.
La tundra pluvial Andina localizada entre los 4400 a los 4700 m s. n. m., temperaturas promedio de 1,5 °C a 3 °C y precipitaciones anuales de 1000 a 2000 mm. La gran característica es que la vegetación forma colonias y las gramíneas desaparecen ya que esta zona se encuentra especialmente debajo de la zona nival y de los arenales. Una de las principales representantes son las conocidas almohadillas (Werneria sp.), y el Senecio (Culcitium canescens); además, encontramos musgo, líquenes y algunas otras especies en menor cantidad.
El piso nival incluye toda la superficie cubierta por nieves y glaciares en donde no existe ningún tipo de vegetación. En el volcán Cotopaxi, la nieve empieza a partir de los 4800 m s. n. m. (metros sobre el nivel del mar) de altitud promedio, aunque actualmente hay zonas como su lado occidental que inicia a los 5100 m s. n. m. y, en sus flancos orientales, este nivel puede iniciarse desde los 4600 m s. n. m.
A los alrededores del parque nacional existen grandes plantaciones de pino (Pinus radiata), especie nativa de California-Norteamérica, que fue introducida en 1976 y las cuales se las realizan con fines comerciales. Si bien es cierto, la mayoría de estas plantaciones se encuentra fuera de los límites del parque, estas plantaciones han creado “microhábitats” que en la mayoría han desplazado al páramo característico, y también han cambiado la dinámica de los ecosistemas, de manera que también en algunos casos han servido de refugio para algunas especies de animales como el venado de cola blanca y especies de aves pequeñas.(Coello, 1996).

### Fauna
Entre los mamíferos que habitan en cotopaxi se encuentra los camélidos sudamericanos como la llama, así como existen manadas de caballos salvajes en los sectores norte y oriental de cotopaxi. También existen venados de cola blanca, oso de anteojos, puma, conejos silvestres, el lobo del páramo, la cervicabra, el zorrillo, la zarigüella o raposa, el ratón topo, y la comadreja andina.
Las aves más importantes son el gavilán, halcón, pato, búho, lechuza, el caracara, el cóndor, el tucán andino y colibríes.

## Infraestructura
Dentro del parque existen instalaciones como cabañas, centro de alta montaña, centro de acampado, centro de viajeros, Refugio José Ribas, SJ.

## Arqueología
Ruinas de ciudadela de los puruháes.

## Astronomía
Centro de Levantamientos Integrados de Recursos Naturales por Sensores Remotos (CLIRSEN). El parque es un lugar muy resguardado de la luz citadina nocturna. Por este motivo, además de su altura y ubicación ecuatorial, es muy atesorado por aficionados como un lugar ideal para observar los astros del cielo nocturno.

## Accesos
El parque está comunicado con Latacunga y Quito por la carretera Panamericana de seis carriles, que permite el viaje desde Quito al parque en aproximadamente dos horas y desde Latacunga en cuarenta minutos. Una alternativa es el tren, que parte igualmente desde Quito, y que tarda una hora y media en llegar a la estación "El Boliche" del parque en Latacunga, otra alternativa sería ingresando a la ciudad de Machachi, dirigiéndose al Barrio Santa Ana del Pedregal, en donde pueden visitar algunas hosterías.
- Distancia. Desde Quito a 45 kilómetros y 31 kilómetros desde la ciudad de Latacunga.
- Vía de acceso. Carrozable hasta el parqueadero del Refugio José Ribas SJ, a 4500 m s. n. m. (metros sobre el nivel del mar).
- Visitas. En cualquier época del año con preferencia de julio a diciembre.

## Atracciones
El Cotopaxi por sus paisajes, sus glaciares y cumbre; el Refugio José' Ribas SJ a 4800 m s. n. m. (metros sobre el nivel del mar); los senderos, los páramos, las lagunas, las ruinas arqueológicas, los lugares para caminar y acampar, las vías para bicicleta montañera, los senderos de herradura. Los hospedajes de montaña en los páramos más bajos dentro o muy cerca del parque.